# 高島彩
高島彩（1979年2月18日—），出身於東京都。日本播報員，所屬經紀公司是Phonics。2001年至2010年期間擔任富士電視台的播報員，是當時富士的王牌女主播。
父親龍崎勝是日本著名演員；哥哥高島鄉也曾經是演員；丈夫北川悠仁是著名二人樂隊「柚子」的隊長。

## 經歷
父親龍崎勝（原名：高島史旭）1984年因肝硬化病逝時，高島彩只有5歲，所以對父親的記憶很模糊。每年父親的忌日，她都會去父親墓前拜祭。
先後就讀於成蹊小學校、成蹊中學校·高等學校、成蹊大學法學部政治學科。與NHK的氣象預報員加藤祐子生日只相差一天，兩人是成蹊大學的同期生，從學生時期就是好友。
大學畢業時應聘各大電視台播報員，入圍了朝日電視台的最終面試，但由於先得到了富士電視台的內定，退卻了朝日的面試；至於有沒有入圍TBS電視台的最終面試就不得而知。2001年4月正式加入富士電視台。
2001年10月至2002年6月，擔任自身冠名節目《AYAPAN》的主持人。2002年10月至2003年6月，擔任賽馬節目《SUPER賽馬》支持人。2003年4月至2010年10月，擔任早間資訊節目《鬧鐘電視》支持人。2005年至2008年，連續5年擔任大型音樂節目《FNS歌謠祭》。
2010年12月31日，離開富士電視台；次日，轉籍至Phonics。
2011年10月20日，與交往六年的男友北川悠仁在山梨縣身曾岐神社宣布婚訊；2012年2月25日，在橫濱市新格蘭酒店舉行婚宴。
高島純真的外貌，可愛的笑容，活潑的性格成為她主持的標誌，也贏得了極高的人氣。Oricon進行的「最受歡迎女主播」大型調查，前5屆都是由高島獨攬冠軍，列入殿堂。

## 外部連結
- 高島彩檔案（Phonics）
- 高島彩的Instagram帳戶